# 秦石巴士總站
秦石巴士總站是香港一個坑狀露天車站，位於沙田頭秦石邨商場外。秦石總站的設計與其他沙田區坑狀露天車站有明顯分別，出入口皆在豐石街，轉入車站後需繞過半圓形彎位後才進入總站，入口通道與車坑並無障礙物阻隔，須以雙白線識別。巴士停泊位置在半圓形彎位的前面。之後因豐石街出入口曾發生致命交通意外，為安全起見，路政署在盛田街近半圓形彎位建了入站口，而豐石街則變為出口，巴士從此可由盛田街進入總站，由豐石街離開總站，解決了巴士進出均要經豐石街的問題。

## 路線資料

### 九龍巴士47X線
- 秦石 ↔ 葵盛（東）

1990年4月20日配合城門隧道通車開辦，途經乙明邨街（只往葵盛（東））、沙角邨/博康邨、沙田市中心、城門隧道、葵興、葵芳及葵盛圍。
- 註：逢星期一至五（公眾假期除外）06:53-08:48及星期六（公眾假期除外）06:54-08:48所有往葵盛（東）的班次均不停沙田市中心巴士總站，於上述時間內所有往葵盛（東）方向的47X線巴士車頭及車身均會插上「47X早上特別班次不入沙田市中心」的紙牌以通知乘客上述安排。

### 九龍巴士80X線
- 秦石 ↔ 觀塘碼頭

1991年6月29日投入服務，途經沙田圍、大老山隧道、九龍灣、牛頭角、觀塘市中心。另於平日早上設有特別班次，由沙田乙明邨街單向開往觀塘碼頭，中途不停彩虹邨碧海樓及觀塘道啟業邨巴士站，並改經大老山隧道引道直接前往觀塘道。

### 九龍巴士85B線
- 秦石 → 九龍城碼頭

1984年11月1日投入服務，途經大圍、九龍塘、樂富、九龍城。

## 途經路線資料

### 九龍巴士80X線（特別班次）
- 新田圍 → 觀塘碼頭

## 過往路線
- 九龍巴士45X線（已取消）
- 九龍巴士46X線（已改為來往顯徑至美孚，不再使用此站）
- 九龍巴士48A線（已取消）

## 資料來源
1. ↑  慳婦追巴士捲車底慘死 （页面存档备份，存于），東方日報，2007年9月6日
2. ↑  巴士埋站輾爆婦人頭 家屬疑車速太快 九巴指時速10公里 （页面存档备份，存于），蘋果日報，2007年9月6日

## 外部連結
- 房屋委員會官方網站：秦石邨